# Renaldo O’Neal
Renaldo O’Neal (* 2. November 1961 in Macon, Georgia) ist ein ehemaliger US-amerikanisch-österreichischer Basketballspieler.

## Laufbahn
O’Neal spielte Basketball an der Northeast Highschool in seiner Heimatstadt Macon, ehe er aufs Universitätsniveau wechselte: Von 1979 bis 1981 war der 1,93 Meter große Flügelspieler Mitglied der Basketball-Mannschaft am Volunteer State Community College (Bundesstaat Tennessee), von 1981 bis 1983 spielte und studierte O’Neal an der Rice University (Bundesstaat Texas). In seiner Abschlusssaison 1982/83 erzielte er in 28 Partie im Rice-Trikot durchschnittlich 10,3 Punkte sowie 3,8 Rebounds pro Begegnung.
O’Neal wechselte anschließend ins Profifach und spielte jahrelang in der österreichischen Bundesliga. 1985 wechselte er aus Innsbruck zur UKJ Möllersdorf. Im Spieljahr 1985/86 erzielte er 1078 Punkte für Möllersdorf und war damit der erste Spieler in der Vereinsgeschichte, dem in einer Saison eine vierstellige Punkteanzahl gelang. Zum Spieljahr 1988/89 wechselte O’Neal bei dem Bundesligisten ins Amt des Spielertrainers, das er eineinhalb Jahre ausübte und danach wieder ausschließlich als Spieler tätig war. 1990 nahm er die österreichische Staatsbürgerschaft an. Im Spieljahr 1990/91 besaßen O’Neal und Oto Matický entscheidenden Anteil am ersten Staatsmeistertitel der Möllersdorfer.
Er wechselte 1991 zu den Basket Flyers Wien, mit denen er 1992 seinen zweiten Meistertitel holte. 1993/94 spielte O’Neal erneut in Möllersdorf und errang mit der Mannschaft wieder den österreichischen Staatsmeistertitel. Von 1994 bis 1996 war er Spieler von ABC Merkur Graz und ging dann wieder nach Möllersdorf zurück. Später spielte er bei der Sportunion Korneuburg. O’Neal gewann in seiner Laufbahn insgesamt dreimal die österreichische Staatsmeisterschaft und einmal den Pokalbewerb. 1997 wurde er als bester Spieler des Cup-Finalturniers ausgezeichnet.
Bereits während seiner Profilaufbahn als Spieler wurde O’Neal auch als Trainer tätig und setzte diese Arbeit nach dem Abschluss seiner Leistungssportkarriere fort. Unter anderem war er in Innsbruck, Möllersdorf, Graz, bei der Sportunion Korneuburg, beim BBC Tulln sowie ab 2016 in Wien beim Verein Basket Flames als Jugendtrainer sowie ab 2017 als Co-Trainer der Herrenmannschaft in der 2. Bundesliga beschäftigt. 2021 wurde er Cheftrainer der Basket Flames in der 2. Bundesliga. Als Mitglied der österreichischen Alt-Herren-Nationalmannschaft nahm er in unterschiedlichen Altersklassen an Europa- und Weltmeisterschaften teil. 2023 wurde die Zweitligamannschaft der Basket Flames Wien durch eine Zusammenarbeit mit den D.C. Timberwolves neu aufgestellt: O’Neal bildete fortan ein Trainergespann mit Klaus Stubenvoll.
O’Neals Sohn Lorenzo wurde ebenfalls Berufsbasketballspieler.